# Аттикус Финч
А́ттикус Финч (англ. Atticus Finch [ˈætɪkəs fɪnʧ]) — главный герой романа американской писательницы Харпер Ли «Убить пересмешника» (1960), за который она была удостоена Пулитцеровской премии. Годы жизни Аттикуса Финча до событий «Убить пересмешника» описаны в романе «Пойди, поставь сторожа», написанном в середине 1950-х годов, но опубликованном только в 2015 году. Аттикус Финч является вдовствующим юристом из вымышленного города Мейкомб в штате Алабама и отцом двоих детей: Джереми и Джин-Луизы.
Персонаж Финча был списан с отца писательницы Амаса Колмана Ли (1880—1962), который был главным редактором «The Monroe Journal» и адвокатом в Алабаме. Как и Финч, он представлял двух молодых чернокожих мужчин, обвиняемых в убийстве в уголовном процессе 1919 года, которое получило широкую огласку. В марте 2002 года литературный журнал «Book» поставил Аттикуса Финча на 7-е место в своём рейтинге «100 лучших персонажей в художественной литературе с 1900 года». В июне 2003 года Американский институт киноискусства признал Финча «величайшим героем в истории кино». В 2016 году британцы, основываясь на исследовании группы из двух тысяч респондентов, признали его «самым вдохновляющим героем литературы». Аттикус Финч считается примером в борьбе за гражданские и политические права чернокожих людей.
Американский актёр Грегори Пек, воссоздавший персонаж Аттикуса Финча в экранизации 1962 года (реж. Роберт Маллиган), был удостоен «Оскара» за лучшую мужскую роль во время 35-й церемонии награждения в 1963 году. В 2018 году на Бродвее состоялась премьера спектакля по роману «Убить пересмешника». Роман для театра адаптировал Аарон Соркин. Джефф Дэниелс сыграл роль главного героя в этом спектакле в сезоне 2018—2019. В сезоне 2019—2020 персонажа Аттикуса Финча играл Эд Харрис, а с 2020 года играет Грег Киннир.